# Арпайя, Донателла
Донате́лла Арпа́йя-Стюа́рт (англ. Donatella Arpaia Stewart; 15 сентября 1971, Вудмер, Нью-Йорк, США) — американская предпринимательница, ресторатор и телевизионная персона.

## Биография и карьера
Предки Донателлы Арпайя эмигрировали в США из Италии. Окончила Фэрфилдский университет (штат Коннектикут).
Донателла появляется на «Food Network». Арпайя — постоянная судья «Iron Chef America» и «The Next Iron Chef». Она также появлялась на таких ток-шоу как «Martha», «Today» и в других. Вела бизнес с ресторатором и шеф-поваром Майклом Псилакисом.
С 30 апреля 2011 года Донателла замужем за кардиохирургом Алланом Стюартом. У супругов есть трое детей: сын Алессандро Стюарт (род. 15.09.2011) и близнецы — сын Ноа Кристиан Стюарт и дочь Эмма Мариэлла Стюарт (род. 20.10.2018).